# 奧斯古德 (愛達荷州)
奧斯古德（英語：Osgood）是位於美國愛達荷州邦納維爾縣的一個非建制地區。該地的面積和人口皆未知。

## 地理
奧斯古德的座標為43°34′13″N 112°06′11″W / 43.57028°N 112.10306°W，而該地的平均海拔高度為1460米（即4790英尺）。